# François Pervis
François Pervis (ur. 16 października 1984 w Château-Gontier) – francuski kolarz torowy, wielokrotny medalista mistrzostw świata i Europy.

## Kariera
Pierwszy sukces w karierze François Pervis osiągnął w 2001 roku, kiedy zdobył złoty medal mistrzostw Europy juniorów w sprincie drużynowym i srebrny w tej samej konkurencji na mistrzostwach świata juniorów. W kategorii juniorów zdobył jeszcze trzy medale mistrzostw Europy (w tym złoty w wyścigu na 1 km) oraz trzy medale mistrzostw świata (w tym złoty w sprincie drużynowym), wszystkie w 2002 roku. W 2004 roku brał udział w igrzyskach olimpijskich w Atenach, gdzie zajął szóste miejsce w wyścigu na 1 km. W kategorii seniorów pierwszy medal wywalczył w 2006 roku, kiedy na mistrzostwach świata w Los Angeles zdobył srebrny medal w wyścigu na 1 km, w którym lepsi byli tylko Brytyjczyk Chris Hoy i Australijczyk Ben Kersten. W tej samej konkurencji wynik ten Francuz powtarzał na mistrzostwach świata w Manchesterze w 2008 roku, mistrzostwach świata w Kopenhadze w 2010 roku i mistrzostwach świata w Apeldoorn rok później. Ponadto na mistrzostwach świata w Palma de Mallorca w 2007 roku zdobył srebrny medal, ulegając tylko Hoyowi. Na rozgrywanych w 2013 roku mistrzostwach świata w Mińsku zdobył trzy medale. Wspólnie z Julienem Palmą i Michaëlem D’Almeidą był trzeci w sprincie drużynowym; trzeci był także indywidualnie, przegrywając tylko z Niemcem Stefanem Bötticherem i Rosjaninem Dienisem Dmitrijewem. Ponadto był najlepszy w swej koronnej konkurencji, bezpośrednio wyprzedzając Nowozelandczyka Simona van Velthoovena i Niemca Joachima Eilersa. Najlepsze wyniki osiągnął podczas mistrzostw świata w Cali w 2014 roku, kiedy zwyciężył w keirinie, wyścigu na 1 km oraz sprincie indywidualnym. Pervis wywalczył także kilka medali na mistrzostwach Europy. W 2010 roku, na mistrzostwach w Pruszkowie wspólnie z kolegami był drugi w sprincie drużynowym, na mistrzostwach w Apeldoorn w 2011 roku był trzeci w keirinie i ponownie drugi w sprincie drużynowym, wyniki te powtarzając na rozgrywanych dwa lata później mistrzostwach Europy w Apeldoorn.